# Авра Вали (Аризона)
Авра Вали (енгл. Avra Valley) насељено је место без административног статуса у америчкој савезној држави Аризона.

## Демографија
По попису из 2010. године број становника је 6.050, што је 1.012 (20,1%) становника више него 2000. године.
| Група             | 2000.         | 2010.         |
| Белци             | 3.735 (74,1%) | 4.346 (71,8%) |
| Афроамериканци    | 91 (1,8%)     | 114 (1,9%)    |
| Азијати           | 19 (0,4%)     | 21 (0,3%)     |
| Хиспаноамериканци | 1.044 (20,7%) | 1.382 (22,8%) |
| Укупно            | 5.038         | 6.050         |